# Elecciones presidenciales de Estados Unidos de 2020 en Alabama
Las elecciones presidenciales de los Estados Unidos de 2020 en Alabama se llevaron a cabo el martes 3 de noviembre de 2020, como parte de las elecciones presidenciales de los Estados Unidos de 2020 en las que participaron los 50 estados y el Distrito de Columbia. Los votantes de Alabama eligieron a nueve electores para representarlos en el Colegio Electoral a través de una votación popular que enfrentó al actual presidente republicano Donald Trump y su compañero de fórmula, el actual vicepresidente Mike Pence, contra el candidato demócrata y exvicepresidente Joe Biden y su compañero de fórmula. La senadora estadounidense Kamala Harris de California. También estuvieron en la boleta la candidata libertaria, la profesora de psicología Jo Jorgensen y su compañera de fórmula, emprendedora y locutora de podcasts Spike Cohen. Se permitió a los candidatos por escrito sin registrarse, y sus resultados no se contabilizaron individualmente.
Antes de las elecciones, las 14 organizaciones de noticias que hacían predicciones consideraban que este era un estado que ganaría Trump o, de lo contrario, un estado rojo seguro. En 2016, Trump ganó Alabama por un margen del 27,72%, el margen más grande para cualquier candidato en Alabama desde el margen del 46,89% de Richard Nixon en 1972. En 2020, Trump ganó el estado con el 62,03% de los votos frente al 36,57% de Biden. un margen del 25,46%, con Biden mejorando la pérdida de Hillary Clinton en 2016 en un 2,26%. Esta fue la quinta elección consecutiva en la que el candidato republicano ganó más del 60% de los votos en Alabama. Alabama, un estado socialmente conservador del cinturón bíblico, ha votado por el candidato republicano en todas las elecciones desde 1980 y lo ha hecho con márgenes de dos dígitos en todas, excepto en 1980, 1992 y 1996. La última vez que un candidato demócrata ganó el estado fue cuando su compañero sureño Jimmy Carter lo llevó en 1976, y ni siquiera le ha dado el 40% de los votos al candidato demócrata desde 2000.
Las mayores victorias de Biden fueron en el condado de Jefferson, hogar de la ciudad más grande del estado de Yellowhammer, Birmingham, y el condado de Montgomery, que abarca la capital del estado de Montgomery. Además, ganó fácilmente los 12 condados de Black Belt. Sin embargo, estas victorias se vieron compensadas por las abrumadoras victorias de Trump entre los evangélicos blancos en los suburbios y áreas rurales, así como en todas las demás ciudades importantes, incluidas Mobile, Huntsville, Alabaster y Tuscaloosa. Los condados de Barbour y Conecuh, que votaron por el demócrata Barack Obama en 2012 pero pasaron a la columna republicana en 2016, permanecieron allí este año. Alabama pesó como 29,91 puntos porcentuales más republicanos que el promedio nacional en 2020.
Alabama fue uno de los diecisiete estados donde Trump recibió menos porcentaje de los votos que en las elecciones presidenciales de 2016. [A] Esta elección también marcó la primera vez desde 1992 que Alabama y la vecina Georgia no votaron por el mismo candidato presidencial.

## Elecciones primarias
Las elecciones primarias se llevaron a cabo el supermartes 3 de marzo de 2020.

### Primaria republicana
Como dice uno de los Súper Martes, se ha hecho poca campaña aquí, y la atención se centró en las primarias senatoriales republicanas altamente competitivas, que se esperaba que impulsaran la participación.[cita requerida]
Esta sección es un extracto de las primarias presidenciales republicanas de Alabama de 2020
El exgobernador de Massachusetts, William Weld, desafió al actual presidente Donald Trump en las primarias republicanas en Alabama. Trump recibió el 96,22% de los votos y los 50 delegados, mientras que Bill Weld recibió sólo el 1,52% de los votos. Los votos no comprometidos constituyeron el 2,27% restante.
| Primarias presidenciales republicanas de Alabama 2020 | Primarias presidenciales republicanas de Alabama 2020 | Primarias presidenciales republicanas de Alabama 2020 | Primarias presidenciales republicanas de Alabama 2020 |
| Candidato                                             | Votación popular                                      | Votación popular                                      | Delegados                                             |
| Candidato                                             | votos                                                 | porcentaje                                            | Delegados                                             |
| ----------------------------------------------------- | ----------------------------------------------------- | ----------------------------------------------------- | ----------------------------------------------------- |
| Donald Trump                                          | 695,470                                               | 96.22%                                                | 50                                                    |
| Bill Weld                                             | 10,962                                                | 1.52%                                                 | 0                                                     |
| No comprometido                                       | 16,378                                                | 2.27%                                                 | 0                                                     |
| Total                                                 | 722,809                                               | 100%                                                  | 50                                                    |

## Primaria democrática
Esta sección es un extracto de las primarias presidenciales demócratas de Alabama de 2020 

La victoria de Joe Biden en Alabama estaba casi garantizada. Cuatro años antes, Hillary Clinton ganó el estado con 77,84% contra Bernie Sanders y ganó todos los condados y distritos del Congreso, una hazaña repetida por Biden. FiveThirtyEight, que hizo predicciones estado por estado antes de las primarias, le dio a Biden un 92% de posibilidades de ganar el estado de Yellowhammer, una victoria aplastante sobre el 5% de posibilidades de Sanders. Las encuestas agregadas de FiveThirtyEight justo antes del día de las elecciones mostraron que Biden subió con un 40,2%, Sanders con un 18,4%, Bloomberg con un 15,9%, Warren con un 10,9%, Gabbard con un 0,5% y otros / indecisos con un 14,1%. 270toWin también tenía a Biden por delante con un 44,5% de apoyo, 23,5 puntos porcentuales por delante de Bernie Sanders con un 21%.
La semana anterior, Biden arrasó en las primarias de Carolina del Sur por un margen de 28,88% sobre Sanders, reviviendo la candidatura de Biden después de aplastantes pérdidas en Iowa, New Hampshire y Nevada. Además, el ala moderada de las primarias, compuesta por el exalcalde de South Bend, Pete Buttigieg, la senadora Amy Klobuchar de Minnesota, el representante Beto O'Rourke del distrito 16 de Texas y la senadora Kamala Harris de California, se unieron y apoyaron a Biden mientras que el ala progresista, compuesto por los senadores Sanders y Warren, permaneció fracturado. Por lo tanto, justo antes del Súper Martes, el apoyo de Biden aumentó.
Como ocurre con la mayoría de los estados del sur de Estados Unidos, la mayoría (49%) del electorado demócrata de Alabama es afroamericano, y estos votantes respaldaron a Biden con un 72% según las encuestas a boca de urna de CNN. El mejor desempeño de Biden, a nivel regional, fue en Black Belt, una región históricamente democrática debido a las altas proporciones de afroamericanos, lo que se atribuye a la prominencia de la esclavitud en esta región antes de la emancipación. Llevó la región de Birmingham / South Central con el 68%, y esta región incluía el 44% del electorado demócrata en el estado. Biden ganó votantes de 45 a 64 con 67% y los mayores de 65 con 78%. También ganó todos los grupos educativos, ideologías y afiliaciones partidistas.
| Candidato                       | Votos   | %     | Delegados |
| ------------------------------- | ------- | ----- | --------- |
| Joe Biden                       | 286,065 | 63.28 | 44        |
| Bernie Sanders                  | 74,755  | 16.54 | 8         |
| Michael Bloomberg               | 52,750  | 11.67 | 0         |
| Elizabeth Warren                | 25,847  | 5.72  | 0         |
| Michael Bennet (withdrawn)      | 2,250   | 0.50  | 0         |
| Pete Buttigieg (withdrawn)      | 1,416   | 0.31  | 0         |
| Tom Steyer (withdrawn)          | 1,048   | 0.23  | 0         |
| Tulsi Gabbard                   | 1,038   | 0.23  | 0         |
| Amy Klobuchar (withdrawn)       | 907     | 0.20  | 0         |
| Andrew Yang (withdrawn)         | 875     | 0.19  | 0         |
| Cory Booker (withdrawn)         | 740     | 0.16  | 0         |
| John Delaney (withdrawn)        | 294     | 0.07  | 0         |
| Marianne Williamson (withdrawn) | 224     | 0.05  | 0         |
| Julian Castro (withdrawn)       | 184     | 0.04  | 0         |
| No comprometido                 | 3,700   | 0.82  | 0         |
| Total                           | 452,093 | 100%  | 52        |

### Pizarras electorales
Técnicamente, los votantes de Alabama emiten sus votos por electores o representantes en el Colegio Electoral, en lugar de hacerlo directamente por el presidente y el vicepresidente. A Alabama se le asignan 9 electores porque tiene 7 distritos electorales y 2 senadores. Todos los candidatos que aparecen en la boleta o califican para recibir votos por escrito deben presentar una lista de 9 electores que se comprometen a votar por su candidato y su compañero de fórmula. Quien gane la mayor cantidad de votos en el estado recibe los 9 votos electorales. Sus electores elegidos luego votan por presidente y vicepresidente. Aunque los electores están comprometidos con su candidato y compañero de fórmula, no están obligados a votar por ellos. Un elector que vota por alguien que no sea su candidato se conoce como elector infiel. En el estado de Alabama, el voto de un elector infiel se cuenta y no se penaliza.
Los electores de cada estado y el Distrito de Columbia se reunieron el 15 de diciembre de 2020 para emitir sus votos para presidente y vicepresidente. Los 9 electores comprometidos votaron por el presidente Donald Trump y el vicepresidente Mike Pence. El propio Colegio Electoral nunca se reúne como un solo cuerpo. En cambio, los electores de cada estado y el Distrito de Columbia se reunieron en sus respectivos capitolios. El voto electoral fue tabulado y certificado por el Congreso en una sesión conjunta el 6 de enero de 2021 según la Ley de Conteo Electoral.
Estos electores fueron nominados por cada partido para votar en el Colegio Electoral en caso de que su candidato ganara el estado

## Análisis
El Partido Demócrata dominó la política de Alabama a principios del siglo XIX. El partido mantuvo una racha de 84 años en la boleta electoral presidencial de 1876 a 1944, y no votó por un republicano entre 1872 y 1964. El Congreso y la política local eran efectivamente sistemas de partido único también hasta principios del siglo XXI. Sin embargo, la Estrategia del Sur y el realineamiento de los partidos políticos convirtieron a los republicanos en el partido político prominente en el sur, ya que los evangélicos y los blancos del sur se alinearon con los republicanos en respuesta al apoyo demócrata a la legislación de derechos civiles. La ascendencia republicana a la boleta presidencial comenzó en 1964, cuando el conservador Barry Goldwater ganó fácilmente el estado a pesar del deslizamiento de tierra nacional de Lyndon B. Johnson. Johnson eliminó a Goldwater en el resto del país debido a que Johnson describió los puntos de vista de Goldwater como anti-derechos civiles y pro-guerra, el primero de los cuales atrajo más a los estados del sur. Por lo tanto, esta elección marcó un punto de inflexión en la política de Alabama, creando una ventaja republicana que poco a poco se fue reduciendo. Como consecuencia, hoy es uno de los estados republicanos por excelencia en el sur profundo, y una victoria de Trump estaba casi garantizada.
Según el Pew Research Center, Alabama está empatada con Misisipi como el estado más religioso del país: a partir de 2016, el 77% de los adultos son "altamente religiosos" y el 82% cree en Dios. Al igual que con otros estados del cinturón bíblico, la población evangélica blanca dominante en las áreas rurales y suburbanas compensó con creces los avances logrados por el vicepresidente Biden. Biden ganó el condado de Jefferson, que abarca la ciudad más grande del estado de Yellowhammer, Birmingham, por un margen del 13,15%. Birmingham era un anfitrión potencial para la Convención Nacional Demócrata de 2020, pero no fue elegido. El resto de los condados que ganó estaban en Black Belt, un enclave demócrata en Alabama debido a la alta proporción de afroamericanos. El suelo negro altamente fértil hizo de esta área un epicentro de la esclavitud en los días del Sur Sólido, y una vez que estos esclavos se emanciparon en 1865 y obtuvieron el derecho al voto en la década de 1960, esta colección de 12 condados de mayoría negra se convirtió en sólidamente democrática: siete de ellos dieron 70 % o más de sus votos a Biden, y dos (Greene y Macon) le dieron más del 80%. Sin embargo, la Gran Migración vio a la mayoría de estos condados convertirse en zonas rurales y escasamente pobladas, con la excepción del condado de Montgomery, hogar de la capital del estado de Montgomery.
Trump superó fácilmente estas victorias con victorias en todas las demás áreas metropolitanas y los suburbios de Birmingham. Ganó, en orden de población, los condados de Mobile, Madison, Shelby, Tuscaloosa y Baldwin, respectivamente, hogar de Mobile, Huntsville, Alabaster (y muchos otros suburbios de Birmingham), Tuscaloosa y Daphne. También ganó la mayoría de los condados rurales que no están en Black Belt, muchos de ellos con más del 70% de los votos. También llevó a los dos condados oscilantes de Barbour y Conecuh. Su mayor margen fue en el históricamente republicano condado de Winston, donde recibió el 90,35% de los votos, un margen del 81,72%. 18 condados le dieron al presidente Trump más del 80% de los votos y otros 17 le dieron entre el 70 y el 80%.
Según las encuestas a boca de urna de Associated Press, la fuerza de Trump en Alabama provino del 88% de los cristianos blancos nacidos de nuevo / evangélicos, que comprendían el 53% de los votantes. Los votantes protestantes respaldaron a Trump con el 75% de los votos, los católicos con el 59% y otros cristianos con el 63%. Como era de esperar, Biden tuvo su mayor fortaleza entre otros grupos religiosos, a quienes capturó 56–43, y votantes no religiosos, que lo apoyaron 60–38. El 59% de los votantes creía que el aborto debería ser ilegal en todos o en la mayoría de los casos, y estos votantes respaldaron a Trump por 84-15. También fueron evidentes otras divisiones políticas: el 48% de los votantes apoyó las restricciones de COVID-19 sobre el daño económico, mientras que el 50% apoyó lo contrario. Estos grupos respaldaron a Biden 68-30 y Trump 90-7, respectivamente. El 70% de los votantes creía que el racismo es un problema importante en la sociedad estadounidense, y estos votantes decidieron respaldar a Biden 50-48, pero fueron usurpados por el otro 30% de los votantes que creían lo contrario y dieron el 94% de su apoyo a Trump.
Como es el caso en la mayoría de los estados del sur, hubo una marcada división racial en la votación en esta elección, con Trump capturando al 78% de los blancos y Biden ganando al 91% de los negros. Si bien Trump incluyó a todos los grupos de género, edad y educación, Biden fue más competitivo entre las mujeres (53% de los votantes, respaldando a Trump de 59 a 40), votantes de 18 a 29 años (12% de los votantes, respaldando a Trump de 52 a 45) y postgraduados (11% del electorado, que apoya a Trump 53–44).
Esta elección se correspondió con la elección del Senado de los Estados Unidos de 2020 en Alabama, donde el actual demócrata Doug Jones, que fue elegido por un margen de 21,924 votos en una elección especial de 2017, se postuló para un mandato completo de seis años, pero fue derrotado por el entrenador de fútbol republicano Tommy Tuberville. A pesar de perder, Jones superó a Biden en 5,1 puntos porcentuales.

### Por distrito del Congreso
Trump ganó 6 de los 7 distritos del Congreso. El 81,2% de Trump en el cuarto distrito del Congreso fue su mejor desempeño de cualquier distrito del Congreso en el país. Biden solo ganó el séptimo distrito del Congreso, un distrito de mayoría afroamericana que abarca Selma y partes de Birmingham y Montgomery, pero con el 70,8% de los votos. Estos resultados fueron idénticos a los de las elecciones simultáneas a la Cámara de Representantes.

## Elección general

### Predicciones
| Fuente                    | Clasificación | A partir de            |
| ------------------------- | ------------- | ---------------------- |
| The Cook Political Report | Safe R        | 3 de noviembre de 2020 |
| Inside Elections          | Safe R        | 3 de noviembre de 2020 |
| Sabato's Crystal Ball     | Safe R        | 3 de noviembre de 2020 |
| Politico                  | Safe R        | 3 de noviembre de 2020 |
| RCP                       | Safe R        | 3 de noviembre de 2020 |
| Niskanen                  | Safe R        | 3 de noviembre de 2020 |
| CNN                       | Safe R        | 3 de noviembre de 2020 |
| The Economist             | Safe R        | 3 de noviembre de 2020 |
| CBS News                  | Likely R      | 3 de noviembre de 2020 |
| 270towin                  | Safe R        | 3 de noviembre de 2020 |
| ABC News                  | Safe R        | 3 de noviembre de 2020 |
| NPR                       | Likely R      | 3 de noviembre de 2020 |
| NBC News                  | Safe R        | 3 de noviembre de 2020 |
| 538                       | Safe R        | 3 de noviembre de 2020 |

## Elección general

### Predicciones
| Fuente                | Clasificación      | Último Cambio          |
| --------------------- | ------------------ | ---------------------- |
| Cook Political Report | Sólido Republicano | 3 de noviembre de 2020 |
| Inside Elections      | Sólido Republicano | 3 de noviembre de 2020 |
| Sabato's Crystal Ball | Sólido Republicano | 3 de noviembre de 2020 |
| 270toWin              | Sólido Republicano | 3 de noviembre de 2020 |
| Político              | Sólido Republicano | 3 de noviembre de 2020 |
| RealClearPolitics     | Sólido Republicano | 3 de noviembre de 2020 |

### Encuestas
| Fuente de la Encuesta | Fecha                    | Biden | Trump | Otros/ Indecisos | Margen       |
| --------------------- | ------------------------ | ----- | ----- | ---------------- | ------------ |
| 270 to Win            | Actualizado Oct. 29 2020 | 39.0% | 58.0% | 3.0%             | Trump +19.0% |
| FiveThirtyEight       | Actualizado Nov. 2 2020  | 37.8% | 57.4% | 4.8%             | Trump +19.6% |
| Promedio              | Promedio                 | 38.4% | 57.7% | 3.9%             | Trump +19.3% |

### Resultados
| Elecciones presidenciales de Estados Unidos en Alabama de 2020 | Elecciones presidenciales de Estados Unidos en Alabama de 2020 | Elecciones presidenciales de Estados Unidos en Alabama de 2020 | Elecciones presidenciales de Estados Unidos en Alabama de 2020 | Elecciones presidenciales de Estados Unidos en Alabama de 2020 | Elecciones presidenciales de Estados Unidos en Alabama de 2020 |
| Partido                                                        | Partido                                                        | Candidato/a                                                    | Votos                                                          | %                                                              | ±%                                                             |
| -------------------------------------------------------------- | -------------------------------------------------------------- | -------------------------------------------------------------- | -------------------------------------------------------------- | -------------------------------------------------------------- | -------------------------------------------------------------- |
|                                                                | Republicano                                                    | Donald Trump (Titular)                                         | 1 441 170                                                      | 62.03%                                                         | -0.05%                                                         |
|                                                                | Demócrata                                                      | Joe Biden                                                      | 849 624                                                        | 36.57%                                                         | +2.21%                                                         |
|                                                                | Libertario                                                     | Jo Jorgensen                                                   | 25 176                                                         | 1.08%                                                          | -1.01%                                                         |
| Total                                                          | Total                                                          | Total                                                          | 2 323 282                                                      | 100.00%                                                        |                                                                |
| Margen de victoria                                             | Margen de victoria                                             | Margen de victoria                                             | 591 546                                                        | 25.46%                                                         |                                                                |